# Harry Schmidt
Harry Schmidt 25 septembre 1886 - 10 février 1968 fut un général du Corps des Marines des États-Unis lors de la Seconde Guerre mondiale.

## Biographie
Harry Schmidt est né à Holdrege, dans le Nebraska, le 25 septembre 1886. Il étudie au Nebraska State College avant d'entrer dans l'US Marine Corps comme lieutenant en second le 17 août 1909.
Il effectue son instruction à l'école des officiers de la marine à Port-Royal, en Caroline du Sud: En janvier 1911, il accompagne un corps expéditionnaire à Yantai, en Chine. En octobre 1912, il est nommé aux Philippines, où il reste détaché jusqu'en avril 1913.
En janvier 1917, il se rend à bord du USS Montana (ACR-13) et le 25 février 1917, il débarque à Guantanamo, à Cuba
D'août 1922 à mai 1926, Schmidt est membre de l'École du Corps des Marines, d'abord comme étudiant, puis comme instructeur.
De février 1928 à juin 1929, Schmidt est membre de la deuxième brigade de Marines au Nicaragua, il est officier des opérations.
Il retourne aux États-Unis pour étudier à l'École d'état-major général de Fort Leavenworth (Kansas), et obtient son diplôme le 18 juin 1932.
Après ses études, il est affecté au ministère et sert au Siège du Corps des Marines à Washington, DC, avec le ministère du Pacifique, puis au quatrième régiment des Marines, à Shanghai, en Chine.
En juin 1937, il est affecté à la deuxième brigade des Marines. Il s'embarque pour Shanghai, en Chine, en août avec la Brigade en tant que chef d'état-major et occupe ce poste jusqu'en février 1938.
Schmidt est affecté au Quartier général du Corps des Marines en tant que Directeur et chef du personnel du Département en juillet 1938.

### Seconde Guerre mondiale
En janvier 1942, il est nommé adjoint du commandant du Corps des Marines, où il sert jusqu'au 18 août 1943.
Il a commandé la Quatrième Division durant la bataille de Kwajalein et durant la Bataille de Saipan. Le 12 juillet 1944, il assume le commandement du Ve corps amphibie et participe à la Bataille de Tinian. Pour service méritoire exceptionnel à la saisie et à l'occupation des îles Marshall et dans l'assaut et la prise de Saipan et Tinian, le général Schmidt a reçu la Médaille du service distingué et une étoile d'or à la Service Medal.
Avec le Ve corps amphibie, le général conduit le corps durant la Bataille d'Iwo Jima.

### Après guerre
Après la fin des hostilités, le général dirige le cinquième corps de l'occupation japonaise. Le 15 février 1946, il doit retourner aux États-Unis pour prendre le commandement de la formation maritime et le commandement de remplacement, à San Diego, en Californie.
Il a occupé ce poste jusqu'au 1er juillet 1948, est avancé au rang de quatre étoiles, et est général à la retraite à l'âge de 61 ans.
Le Général Schmidt décède le 10 février 1968.

## Honneurs
| 1st colonne | Navy Cross                                          | Navy Cross                                          | Navy Cross                                          | Navy Cross                                          | Navy Cross                 | Navy Cross                 | Navy Cross                 | Navy Cross                 | Navy Cross                                   | Navy Distinguished Service Medal w/ 2 award stars | Navy Distinguished Service Medal w/ 2 award stars | Navy Distinguished Service Medal w/ 2 award stars | Navy Distinguished Service Medal w/ 2 award stars                   | Navy Distinguished Service Medal w/ 2 award stars                   | Navy Distinguished Service Medal w/ 2 award stars                   | Navy Distinguished Service Medal w/ 2 award stars                   | Navy Distinguished Service Medal w/ 2 award stars |
| 2nd colonne | Legion of Merit                                     | Legion of Merit                                     | Legion of Merit                                     | Legion of Merit                                     | Bronze Star Medal          | Bronze Star Medal          | Bronze Star Medal          | Bronze Star Medal          | Presidential Unit Citation w/ 1 service star | Presidential Unit Citation w/ 1 service star      | Presidential Unit Citation w/ 1 service star      | Presidential Unit Citation w/ 1 service star      | Navy Unit Commendation                                              | Navy Unit Commendation                                              | Navy Unit Commendation                                              | Navy Unit Commendation                                              |                                                   |
| 3rd colonne | Marine Corps Expeditionary Medal w/ 2 service stars | Marine Corps Expeditionary Medal w/ 2 service stars | Marine Corps Expeditionary Medal w/ 2 service stars | Marine Corps Expeditionary Medal w/ 2 service stars | Mexican Service Medal      | Mexican Service Medal      | Mexican Service Medal      | Mexican Service Medal      | Yangtze Service Medal                        | Yangtze Service Medal                             | Yangtze Service Medal                             | Yangtze Service Medal                             | World War I Victory Medal (United States) w/ Convoy & Escort clasps | World War I Victory Medal (United States) w/ Convoy & Escort clasps | World War I Victory Medal (United States) w/ Convoy & Escort clasps | World War I Victory Medal (United States) w/ Convoy & Escort clasps |                                                   |
| 4th colonne | Nicaraguan Campaign Medal                           | Nicaraguan Campaign Medal                           | Nicaraguan Campaign Medal                           | Nicaraguan Campaign Medal                           | China Service Medal        | China Service Medal        | China Service Medal        | China Service Medal        | American Defense Service Medal               | American Defense Service Medal                    | American Defense Service Medal                    | American Defense Service Medal                    | American Campaign Medal                                             | American Campaign Medal                                             | American Campaign Medal                                             | American Campaign Medal                                             |                                                   |
| 5th Row     | Asiatic-Pacific Campaign Medal w/3 service stars    | Asiatic-Pacific Campaign Medal w/3 service stars    | Asiatic-Pacific Campaign Medal w/3 service stars    | Asiatic-Pacific Campaign Medal w/3 service stars    | World War II Victory Medal | World War II Victory Medal | World War II Victory Medal | World War II Victory Medal | Nicaraguan Medal of Distinction w/ Diploma   | Nicaraguan Medal of Distinction w/ Diploma        | Nicaraguan Medal of Distinction w/ Diploma        | Nicaraguan Medal of Distinction w/ Diploma        | Nicaraguan Medal of Merit w/ silver star                            | Nicaraguan Medal of Merit w/ silver star                            | Nicaraguan Medal of Merit w/ silver star                            | Nicaraguan Medal of Merit w/ silver star                            |                                                   |